# Kirsanow
Kirsanow (russisch Кирсанов) ist eine Stadt in der Oblast Tambow (Russland) mit 17.224 Einwohnern (Stand 14. Oktober 2010).

## Geografie
Die Stadt liegt etwa 95 km östlich der Oblasthauptstadt Tambow am Flüsschen Pursowka unweit dessen Mündung in die Worona im Flusssystem des Don.
Kirsanow ist der Oblast administrativ direkt unterstellt und zugleich Verwaltungszentrum des gleichnamigen Rajons.

## Geschichte

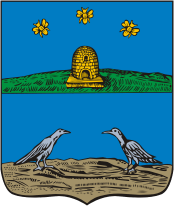
Wappen (1781)

Der Ort wurde in der ersten Hälfte des 17. Jahrhunderts als Dorf Kirsanowo gegründet, benannt nach dem Erstsiedler Kirsan Subakin, wobei Kirsan die volkstümliche Form des Namens Chrysanth, kirchenslawisch Chrisanf ist.
1702 wurde die Siedlung als zum Krassinski-Eisenwerk gehörig urkundlich erwähnt.
1779 erhielt der Ort das Stadtrecht als Verwaltungszentrum eines Kreises (Ujesds) des Gouvernements Tambow unter dem Namen Kirsanow. Im 19. Jahrhundert war Kirsanow bedeutende Kaufmanns- und Handwerkerstadt, insbesondere nach Eröffnung der Eisenbahnstrecke 1875.
Der Kreis Kirsanow war 1920 bis 1922 eines der Zentren des Bauernaufstandes von Tambow.

### Bevölkerungsentwicklung
| Jahr | Einwohner |
| ---- | --------- |
| 1897 | 9.331     |
| 1926 | 11.600    |
| 1939 | 12.804    |
| 1959 | 15.654    |
| 1970 | 21.795    |
| 1979 | 21.304    |
| 1989 | 20.754    |
| 2002 | 18.506    |
| 2010 | 17.224    |

Anmerkung: Volkszählungsdaten (1926 gerundet)

## Kultur und Sehenswürdigkeiten
In Kirsanow sind die Handelsreihen von 1838 bis 1841 sowie die Cosmas-und-Damian-Kirche (Козьмодемьянская церковь/Kosmodemjanskaja zerkow) von 1839 erhalten, daneben eine Reihe weiterer Verwaltungs- und öffentlichen Gebäuden aus dem 19. Jahrhundert (Semstwoverwaltung und -krankenhaus, Bahnhof, Kaufmannsklub).
Die Stadt besitzt seit 1924 ein Heimatmuseum.

## Wirtschaft und Infrastruktur
In Kirsanow gibt es ein Werk für Textilmaschinen und Betriebe der Textil- und Lebensmittelindustrie (Zucker, Trockenmilch, Obst- und Gemüsekonserven).
Die Stadt liegt an der 1875 durchgehend eröffneten Eisenbahnstrecke Moskau–Tambow–Saratow (Streckenkilometer 571). Nach Kirsanow führt die Fernstraße 1R208 von Tambow, die ab hier als 1R209 weiter nach Pensa verläuft.
Kirsanow ist Hauptzuchtregion des Tambower Rotviehs.

## Persönlichkeiten
- Alexander Antonow (1888–1922), Sozialrevolutionär und später einer der Anführer des Bauernaufstandes von Tambow, verbrachte Jugend und Zeit vor dem Aufstand in Kirsanow
- Jewgeni Baratynski (1800–1844), Schriftsteller und Dichter, geboren auf dem Gut Wjaschlo, Kreis Kirsanow
- Juri Perlin (1917–1990), russisch-moldawischer Theoretischer Physiker, Festkörperphysiker und Hochschullehrer; geboren in Kirsanow
- Boris Tschitscherin (1828–1904), Jurist, Philosoph und Historiker, geboren in Karaul, Kreis Kirsanow